# Тања Андријић
Тања Андријић (Београд, 1978) је српска оперска уметница, композитор и педагог.  Добитница је награда „Златни беочуг” и „Златна значка” Културно-просветне заједнице Србије, лауреат на бројним међународним и државним такмичењима, оснивач и председник Удружења „Хор Краљица Марија", професор соло-певања у Музичкој школи „Мокрањац”. 

## Биографија
У раном детињству је наступала на радију и телевизији и снимала дечје песме. Основне и магистарске студије соло певања и клавира завршила је на Факултету музичке уметности у Београду у класи професорки Александре Ивановић и Радмиле Смиљанић. Усавршавање је наставила у класи професора Рудолфа Пјернаја на Факултету музичке уметности у Манхајму.
Уметнички рад Тање Андријић обухвата преко 1500 наступа остварених широм света, велики број радио и телевизијских емисија, више одржаних стручних предавања, Мајсторских семинара и учешћа у раду различитих домаћих и међународних жирија.
Почев од првих сценских искустава у Народном позоришту у Београду, међу којима су улоге Лаурете из Пучинијеве опере „Ђани Скики”, Прве даме из Моцартове опере „Чаробна Фрула” и Мизете из Пучинијеве опере „Боеми”, напредовала је до великих сопранских улога као што су Дона Ана из Моцартове опере „Дон Ђовани”, Розалинда из Штраусове оперете „Слепи миш”, Сантуца из Масканијеве опере „Кавалерија Рустикана”, Сента из Вагнерове опере „Холанђанин луталица”.  
Дебитовала је на Салцбуршком фестивалу 2009. године у улози Деоле у опери Луиђија Нона „Под жарким сунцем љубави”, под диригентском палицом Инга Метцмахера, у режији Кејти Мичел, у пратњи оркестра Бечке филхармоније.  
Играла је у главним улогама у светској премијери националне опере „Седра“, настале по замисли доктора Владе Батножића, за коју је музику компоновао Мирољуб Аранђеловић Расински, а либрето написала Миланка Берковић. 
Наступала је у Македонском народном позоришту у Скопљу, у Берлинској државној опери и Опери Лајпциг.
Ангажована је у извођењу савремене ауторске музике и концертној делатности у земљи и иностранству.    На рециталима и концертима представила је прва извођења многих дела руских, српских, норвешких и немачких композитора међу којима су: Гисле Крогсет, Олга Магиденко, Јоханес Харнајт, Александар Вујић, Иван Бркљачић, Маја Ле Ру Обрадовић, Мирољуб Аранђеловић Расински, Биљана Васиљевић Драшковић, Дејан Деспић, Душан Трбојевић и многих други. 
Посвећена је педагошком и менторском раду. Аутор је уџбеника и приручника за музичку културу за основну школу Издавачке куће „Дата Статус". Многи ученици из њене класе су понели значајне награде на међународним и државним такмичењима, а најталентованији и највреднији су наставили  школовање на престижним музичким факултетима у земљи и иностранству.
Чланица је Крајишке српске академије наука и уметности, Удружења музичких уметника Србије, извршног одбора Удружења оперских уметника Србије, управног одбора Удружења музичких и балетских педагога Србије и СОКОЈ-а. На позив композиторке Маје Ле Ру Обрадовић једна је од оснивача фондације “Strings & Stars”. Током студија је била члан Оперског студија Народног позоришта у Београду. 

## Музичка издања
Тања Андријић је снимила шест солистичких музичких ЦД издања и један ЦД на коме је компоновала популарну музику за децу.
- Звездане ноте, Тања Андријић, ПГП- РТС, Београд, 2018; ISBN 978-86-6079-242-8; COBISS.SR-ID 265689100 [10] [11] [12]
- Suoni Aeterni, Тања Андријић, Издавач: MusicArt, Београд, 2019; ISBN 978-86-901008-0-4; COBISS.SR-ID 276096268
- Музички траг, Тања Андријић, Издавач: Sinfoniettа, Београд, 2020; ISBN 978-86-901126-1-6; COBISS.SR-ID 283245580
- Најлепше арије, Тања Андријић, Издавач; „Најлепше арије", Београд, 2020, ISBN 978-86-902008-0-1; COBISS.SR-ID 283240460
- Бисери српске соло песме, Тања Андријић. Издавач: Удружење „Хор краљица Марија", Београд. 2023; ISBN 978-86-905532-0-4; COBISS.SR-ID 119490569 [13]
- Сунце јарко – Антологија српске соло песме, Тања Андријић, сопран и Урош Дојчиновић, гитара; Издавач: Maestro International, Београд, 2023; ISBN 978-86-80998-11-4; COBISS.SR-ID 126324233
- Музичка планета, Тања Андријић, СОКОЈ, Издавач: Удружење „Хор краљица Марија", Београд, 2024; ISBN 978-86-905532-1-1; COBISS.SR-ID 147537673. Стихове су написали  песници Даница Дана Додић, Миланка Берковић и Љубиша Симић.

## Награде
- „Златни беочуг“, Културно просветна заједница Србије, 2020.[14] [15]
- Орден Српско-руског братства за изузетан допринос у области културне сарадње два народа, 2018.
- 2018.„Златна значка“, Културно-просветна заједница Србије, 2017.
- Повеља „Витез уметности“, Краљевски ред витезова, 2016.
- Јубиларна медаља „У знак сећања на велики рат” за дугогодишњи мисионарски и просветитељски рад, љубав према Богу, оданост цару и отаџбини, Москва 2015.